# Eagle Vista Wagon
Eagle Vista Wagon – samochód osobowy typu minivan klasy kompaktowej produkowany pod amerykańską marką Eagle w latach 1989 – 1991.

## Historia i opis modelu

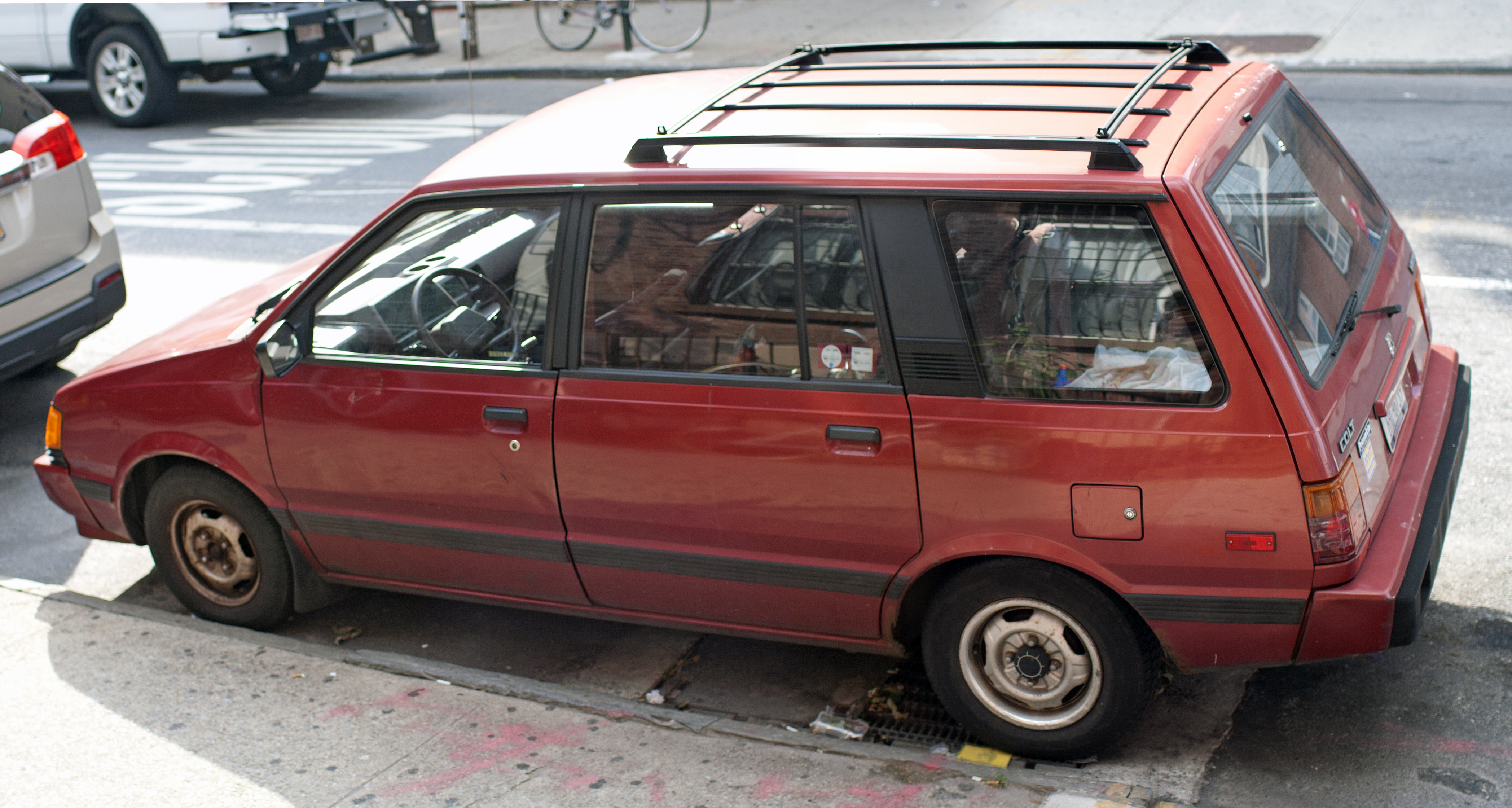
Eagle Vista Wagon - tył

W 1983 roku koncern Chrysler zdecydował się w ramach współpracy z Mitsubishi poszerzyć ofertę Dodge i Plymoutha o północnoamerykańską odmianę Mitsubishi Space Wagon, która oferowana była przez kolejne lata w Stanach Zjednoczonych i Kanadzie jako Dodge Colt Vista i Plymouth Colt Vista. Po utworzeniu marki Eagle w 1987 roku, dwa lata później podjęto decyzję o dodaniu do jej rozwijanego portfolio własnej bliźniaczej wersji minivana Mitsubishi o nazwie Eagle Vista Wagon. Samochód oferowany był do 1991 roku tylko w Kanadzie, po czym zastąpił go model Summit Wagon.

### Wersje wyposażeniowe
- Base
- GLX

### Silniki
- L4 1.8l G37B
- L4 1.8l G62B
- L4 2.0l G63B